# Pirati s Kariba: Salazarova osveta
Pirati s Kariba: Salazarova osveta (Pirates of the Caribbean: Dead Men Tell No Tales) je pustolovni pomorski ep, peti u Disneyevom filmskom serijalu Pirati s Kariba. Redatelji filma su Joachim Rønning i Espen Sandberg, scenarij je napisao Jeff Nathanson, a producent je i u ovom nastavku Jerry Bruckheimer. Kao i u prethodnim nastavcima, glavnog lika kapetana Jacka Sparrowa utjelovio je Johnny Depp, a u ostalim ulogama pojavljuju se Javier Bardem, Brenton Thwaites, Kaya Scodelario, Kevin McNally i Geoffrey Rush. U filmu se također ponovno pojavljuju Orlando Bloom i Keira Knightley kao Will Turner i Elizabeth Swann, nakon izbivanja iz prethodnog filma.
Producenti su prvi film u serijalu, Prokletstvo Crnog bisera, označili kao inspiraciju za scenarij i ton filma. Pretprodukcija filma je počela kratko prije nego što je četvrti nastavak, Nepoznate plime, počeo s prikazivanjem 2011. godine, a Terry Rossio je pisao scenarij za film. Početkom 2013. godine, Jeff Nathanson je zadužen da napiše novi scenarij za film, a Johnny Depp je bio uključen u pisanje novog scenarija. Prvotno planiran da bude prikazan u 2015. godini, prikazivanje filma je prvo odgođeno za 2016. godinu pa onda i za 2017. godinu, zbog problema sa scenarijem i budžetom, da bi 11. svibnja 2017. godine, nakon šest godina produkcijskog pakla počeo s prikazivanjem. Snimanje je počelo u veljači 2015. godine u Australiji, nakon što su australske vlasti ponudile Disneyju 20 milijuna dolara poticaja, a završilo je u srpnju iste godine.
Salazarova osveta je prikazan u standardnim, Disney Digital 3-D, RealD 3D i IMAX formatima na dan 26. svibnja 2017. godine, točno deset godina i jedan dan od početka prikazivanja trećeg nastavka, Na kraju svijeta. Kritike su bile pomiješane, hvalile su se glumačke izvedbe (pogotovo Bardemova), efekti, glazba i kraće trajanje filma, a kritizirala se komplicirana radnja filma, dok neki kritičari smatraju film boljim od prethodnika. Film je ukupno zaradio 794 milijuna dolara u svijetu, a to je drugi najlošiji utržak u serijalu i deseti najbolji u 2017. godini.

## Radnja
Dvanaestogodišnji Henry Turner se ukrcao na Letećeg Holandeza da bi obavijestio svojeg oca, Willa Turnera, da kletva koja ga obvezuje da plovi Holandezom i dozvoljava mu da samo jednom u deset godina smije stupiti na kopno, može biti prekinuta uz pomoć Posejdonovog Trozupca. Henry namjerava zatražiti pomoć od Jacka Sparrowa u pronalaženju Trozupca, ali Will smatra da je to nemoguća misija i naređuje Henryju da otiđe s broda. Potom Will i Holandez nestanu u moru, ali je Henry i dalje odlučan u svojoj namjeri pronalaženja Sparrowa i Trozupca.
Devet godina kasnije, Henry je mornar u britanskoj kraljevskoj ratnoj mornarici. Brod uplovljava u vode Bermudskog trokuta i nalijeće na olupinu broda Tiha Mary, čija ih posada sastavljena od duhova predvođenih španjolskim lovcem na pirate, kapetanom Salazarom, napada. Salazar pošteđuje život Henryju kako bi prenio poruku Sparrowu da on dolazi po njega.
Na Svetom Martinu, mlada astronomkinja i urologinja imena Carina Smyth je osuđena na smrt zbog vještičarenja, ali uspijeva pobjeći i nakratko se susretne sa Sparrowom i njegovom posadom koja je neuspješno opljačkala banku. Nakon godina provedenih u zloj sreći, posada izgubi vjeru te napušta Sparrowa. U depresiji, Sparrow mijenja svoj magični kompas za piće. Međutim, izdaja kompasa oslobađa kapetana Salazara i njegovu posada iz Bermudskog trokuta. Carina shvati da Henry traga za Trozupcem te mu ponudi pomoć u vidu korištenja dnevnika kojeg je dobila od nepoznatog oca. Carina i Sparrow su uhvaćeni i prijeti im pogubljenje, ali su spašeni od strane Henryja i Jackove posade te isplovljavaju na Umirućem galebu. Carina dešifrira znakove te će pomoću zvijezda naći otok gdje je Trozubac skriven.
U međuvremenu, kapetan Barbossa čuje od svoje piratske posade da oslobođeni Salazar ubija pirate na moru te shvaća da bi ga Trozubac mogao odvesti do novih bogatstava. Barbossa kreće u potragu za Trozupcem, sve dok ne naleti na Salazara koji sa svojom posadom uništava Barbossinu flotu. Barbossa se govorom, u kojem ponudi pomoć u pronalaženju Jacka Sparrowa, izvlači od sigurne smrti. Salazar se složi s tim, želeći osvetu nad piratom koji je odgovoran za njegovu smrt. Salazar slijedi Umirućeg galeba te tako prisiljava Sparrowa, Carinu i Henryja da spas potraže na otoku, koji tada shvate da Salazar i njegova posada ne mogu stupiti na kopno. Nakon spašavanje Sparrowa iz dogovorenog braka, Barbossa se udružuje sa Sparrowom, vraća mu kompas i vraća minijaturni Crni biser, kojeg je u bocu zarobio Crnobradi, u njegovu prirodnu veličinu. Sada svi nastavljaju putovanje do otoka s Trozupcem, pod zapovjedništvom kapetana Barbosse, koji tako još jedanput preuzima zapovjedništvo nad Crnim biserom. Tijekom putovanja, Sparrow i Barbossa shvate da je Carina Barbossina davno izgubljena kći. Barbossa govori Sparrowu da ju je ostavio u sirotištu s dnevnikom, kako bi imala bolji život te joj odbija reći istinu kako bi ona i dalje vjerovala da joj je otac bio astronom. 
Prilazeći Trozupčevom otoku, Biser izbjegava susret s britanskim ratnim brodom, koji je uništen u sukobu s Tihom Mary prije nego što se Crni biser nasuče na otok. Sparrow, Barbossa i Carina iskoriste moć otoka da rastvori ocean i stvori put do Posejdonova Trozupca preko oceanskog dna. Salazar zarobljava Henryja i demonski zaposjedne njegovo tijelo kako bi mogao hodati po oceanskom dnu i uzeti Trozubac. Kada uspije, Henry dobiva svoje tijelo natrag i odlučuje uništiti Trozubac kako bi raskinuo sve morske kletve i vratio Salazarovu posadu natrag u život. Međutim, razdvojeno more se počinje urušavati. Crni biser spusti sidro da bi ih vratio na sigurno, ali ih Salazar slijedi, odlučan u namjeri da se osveti Sparrowu. Carina shvati da je Barbossa njen otac te primijeti tetovažu na njegovoj ruci koja je identična onoj na naslovnici dnevnika. Barbossa se potom žrtvuje da ubije Salazara, kako bi ostalima omogućio bijeg na sigurno.
Nakon nekog vremena, Henry i Carina se nađu u Port Royalu, gdje se pojavi Will, oslobođen svoje obaveze na Letećem Holandezu. Njegova žena, Elizabeth, pojavi se nakon nekoliko trenutaka tako da se obitelj Turner ponovo okupila. Henry i Carina također postaju par. Jack Sparrow sve to gleda sa svojeg Bisera s dozom gađenja, nakon čega otplovi u horizont te je ponovo prihvaćen od svoje posade kao kapetan.
U post-credit sceni, Will i Elizabeth spavaju u svom krevetu zajedno, kada im se u sobi pojavi oživljeni Davy Jones. Will se probudi i vidi da nema nikoga u sobi. Pretpostavljajući da je pojavljivanje Jonesa bila samo noćna mora, Will se vrati na spavanje, nesvjestan postojanja nekoliko školjki u lokvi na podu te je tako otkriveno da to nije bila noćna mora i da je Davy Jones stvarno živ.

## Vanjske poveznice
- Službene stranice
- Pirati s Kariba: Salazarova osveta u internetskoj bazi filmova IMDb-a